# Courchaton
Courchaton é uma comuna francesa na região administrativa de Borgonha-Franco-Condado, no departamento de Alto Sona. Estende-se por uma área de 13,53 km². Em 2010 a comuna tinha 448 habitantes (densidade: 33,1 hab./km²).